# División de Honor de fútbol sala 2006-07
La temporada 2006-07 de División de Honor fue la 18.ª edición de la máxima competición de la Liga Nacional de Fútbol Sala española. Se disputó entre el 16 de septiembre de 2006 y el 23 de junio de 2007. La liga empezó con 16 equipos y un sistema de liga basado en fase regular más fase final, en el que los ocho primeros disputarían el título de campeón y los dos últimos descendían a División de Plata.
En esa edición se introdujo un nuevo sistema para decidir el campeón del playoff, cambiando las rondas a cinco partidos por un partido a ida y vuelta, que se resolvería por diferencia de goles en caso de empate. El sistema duró sólo tres temporadas.
El campeón fue ElPozo Murcia Turística, que batió en la final a Boomerang Interviú.

## Campeonato

### Liga regular
| Puesto | Equipo                    | Ptos | J  | G  | E  | P  | GF  | GC  | DG | Nota                         |
| ------ | ------------------------- | ---- | -- | -- | -- | -- | --- | --- | -- | ---------------------------- |
| 1      | Boomerang Interviú        | 66   | 30 | 19 | 9  | 2  | 112 | 63  | 66 | Fase final                   |
| 2      | Polaris World Cartagena   | 58   | 30 | 18 | 4  | 8  | 137 | 83  | 58 | Fase final                   |
| 3      | ElPozo Murcia Turística   | 58   | 30 | 16 | 4  | 10 | 137 | 110 | 58 | Fase final                   |
| 4      | Benicarló Onda Urbana     | 49   | 30 | 14 | 7  | 9  | 94  | 85  | 49 | Fase final                   |
| 5      | MRA Navarra               | 49   | 30 | 14 | 7  | 9  | 119 | 99  | 49 | Fase final                   |
| 6      | Caja Segovia FS           | 46   | 30 | 12 | 10 | 8  | 107 | 88  | 46 | Fase final                   |
| 7      | PSG Móstoles              | 46   | 30 | 12 | 10 | 8  | 112 | 119 | 46 | Fase final                   |
| 8      | Carnicer Torrejón FS      | 44   | 30 | 12 | 8  | 10 | 105 | 110 | 44 | Fase final                   |
| 9      | Azkar Lugo FS             | 43   | 30 | 12 | 7  | 11 | 110 | 101 | 43 |                              |
| 10     | Playas de Castellón FS    | 43   | 30 | 13 | 4  | 13 | 127 | 111 | 43 |                              |
| 11     | Autos Lobelle de Santiago | 39   | 30 | 10 | 9  | 11 | 108 | 124 | 39 |                              |
| 12     | DKV Seguros Zaragoza      | 31   | 30 | 8  | 7  | 15 | 112 | 133 | 31 |                              |
| 13     | FC Barcelona Senseit      | 31   | 30 | 8  | 7  | 15 | 80  | 107 | 31 |                              |
| 14     | Gestesa Guadalajara       | 24   | 30 | 6  | 6  | 18 | 94  | 131 | 24 | Promoción                    |
| 15     | Martorell FS              | 24   | 30 | 6  | 6  | 18 | 77  | 121 | 24 | Descenso a División de Plata |
| 16     | Cometal Celta de Vigo     | 19   | 30 | 4  | 7  | 19 | 85  | 131 | 19 | Descenso a División de Plata |

Ascienden a División de Honor 2007/08: Leis Pontevedra FS y Armiñana Valencia.
Sistema de puntuación: Victoria = 3 puntos; Empate (E) = 1 punto; Derrota = 0 puntos

### Fase final
|  | Cuartos de final                            | Cuartos de final                            |                           |                           | Semifinales                           | Semifinales                           |  |                      | Final                                  | Final                                  |  |
|  | 23 de mayo - 2 de junio Mejor de 3 partidos | 23 de mayo - 2 de junio Mejor de 3 partidos |                           |                           | 7 de junio - 10 de junio Ida y vuelta | 7 de junio - 10 de junio Ida y vuelta |  |                      | 16 de junio - 23 de junio Ida y vuelta | 16 de junio - 23 de junio Ida y vuelta |  |
|  |                                             |                                             |                           |                           |                                       |                                       |  |                      |                                        |                                        |  |
|  |                                             |                                             |                           |                           |                                       |                                       |  |                      |                                        |                                        |  |
|  | 1 Boomerang Interviú                        | 2                                           |                           |                           |                                       |                                       |  |                      |                                        |                                        |  |
|  | 1 Boomerang Interviú                        | 2                                           |                           |                           |                                       |                                       |  |                      |                                        |                                        |  |
|  | 8 Carnicer Torrejón                         | 0                                           |                           |                           |                                       |                                       |  |                      |                                        |                                        |  |
|  | 8 Carnicer Torrejón                         | 0                                           |                           | 1 Boomerang Interviú      | 2                                     |                                       |  |                      |                                        |                                        |  |
|  |                                             |                                             |                           | 1 Boomerang Interviú      | 2                                     |                                       |  |                      |                                        |                                        |  |
|  |                                             |                                             | 4 Benicarló Onda Urbana   | 0                         |                                       |                                       |  |                      |                                        |                                        |  |
|  | 4 Benicarló Onda Urbana                     | 2                                           | 4 Benicarló Onda Urbana   | 0                         |                                       |                                       |  |                      |                                        |                                        |  |
|  | 4 Benicarló Onda Urbana                     | 2                                           |                           |                           |                                       |                                       |  |                      |                                        |                                        |  |
|  | 5 MRA Navarra                               | 1                                           |                           |                           |                                       |                                       |  |                      |                                        |                                        |  |
|  | 5 MRA Navarra                               | 1                                           |                           |                           |                                       |                                       |  | 1 Boomerang Interviú | 0                                      |                                        |  |
|  |                                             |                                             |                           |                           |                                       |                                       |  | 1 Boomerang Interviú | 0                                      |                                        |  |
|  |                                             |                                             | 3 ElPozo Murcia Turística | 2                         |                                       |                                       |  |                      |                                        |                                        |  |
|  | 2 Polaris World Cartagena                   | 2                                           | 3 ElPozo Murcia Turística | 2                         |                                       |                                       |  |                      |                                        |                                        |  |
|  | 2 Polaris World Cartagena                   | 2                                           |                           |                           |                                       |                                       |  |                      |                                        |                                        |  |
|  | 7 PSG Móstoles                              | 0                                           |                           |                           |                                       |                                       |  |                      |                                        |                                        |  |
|  | 7 PSG Móstoles                              | 0                                           |                           | 2 Polaris World Cartagena | 0                                     |                                       |  |                      |                                        |                                        |  |
|  |                                             |                                             |                           | 2 Polaris World Cartagena | 0                                     |                                       |  |                      |                                        |                                        |  |
|  |                                             |                                             | 3 ElPozo Murcia Turística | 2                         |                                       |                                       |  |                      |                                        |                                        |  |
|  | 3 ElPozo Murcia Turística                   | 2                                           | 3 ElPozo Murcia Turística | 2                         |                                       |                                       |  |                      |                                        |                                        |  |
|  | 3 ElPozo Murcia Turística                   | 2                                           |                           |                           |                                       |                                       |  |                      |                                        |                                        |  |
|  | 6 Caja Segovia FS                           | 1                                           |                           |                           |                                       |                                       |  |                      |                                        |                                        |  |
|  | 6 Caja Segovia FS                           | 1                                           |                           |                           |                                       |                                       |  |                      |                                        |                                        |  |
|  |                                             |                                             |                           |                           |                                       |                                       |  |                      |                                        |                                        |  |

| Campeón de la Liga Nacional de Fútbol Sala |
| ------------------------------------------ |
| ElPozo Murcia Turística Tercer título      |

### Fase de permanencia
Al mejor de cinco partidos.
| Marfil Santa Coloma | 2 | - | 3 | Gestesa Guadalajara |

## Goleadores
| Puesto | Jugador     | Equipo                    | Goles |
| ------ | ----------- | ------------------------- | ----- |
| 1      | Fernandao   | Playas de Castellón FS    | 38    |
| 2      | Lenísio     | Polaris World Cartagena   | 34    |
| 3      | Betao       | Autos Lobelle de Santiago | 31    |
| 4      | Schumacher  | Boomerang Interviú        | 30    |
| 5      | Fernandinho | Azkar Lugo FS             | 28    |